# Château de Candleston
Le château de Candleston est un manoir fortifié du XIVe siècle situé au sud-ouest de Merthyr Mawr, dans le Glamorgan (pays de Galles). Il est en ruines depuis le XIXe siècle.